# Biergarten
Un Biergarten [ˈbiːɐ̯ˌɡaʁtn̩]  brasserie en plein air, en allemand, est un lieu public traditionnel de consommation de bière allemande, dans un jardin ombragé ou sur une terrasse de restaurant-brasserie, avec jusqu'à 8000 places assises, originaire de Munich en Bavière, et répandu en Europe germanique.

## Étymologie
Un Biergarten est un mot allemand, composé de Bier « bière » et Garten « jardin » qui désigne le jardin ou la terrasse d'un restaurant-brasserie où, à l'origine, les consommateurs pouvaient s'asseoir à la belle saison, et consommer leur propre alimentation à condition de commander des chopes de bière allemande (traditionnellement des Maßs de 1 litre) et des bretzels.

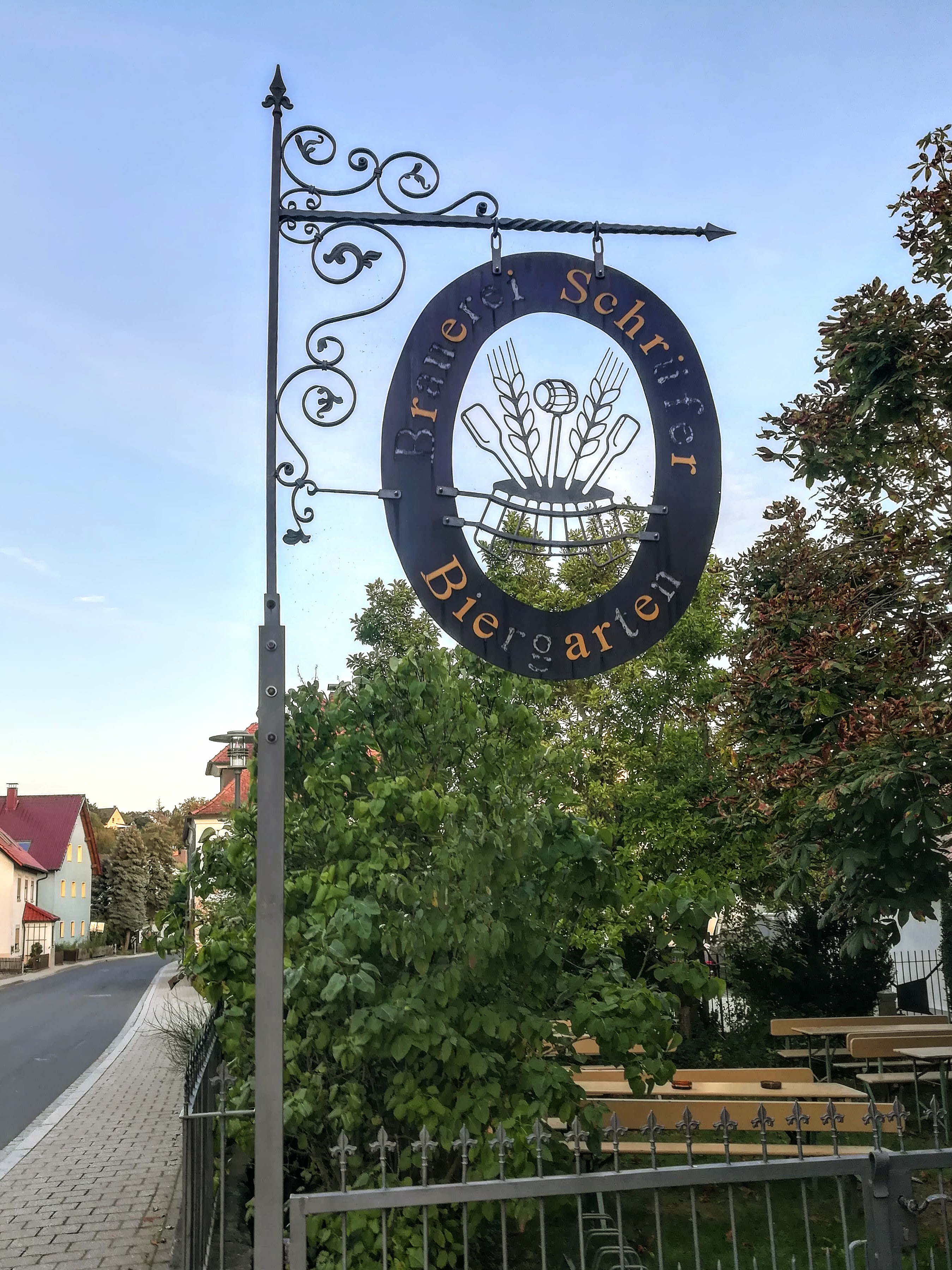
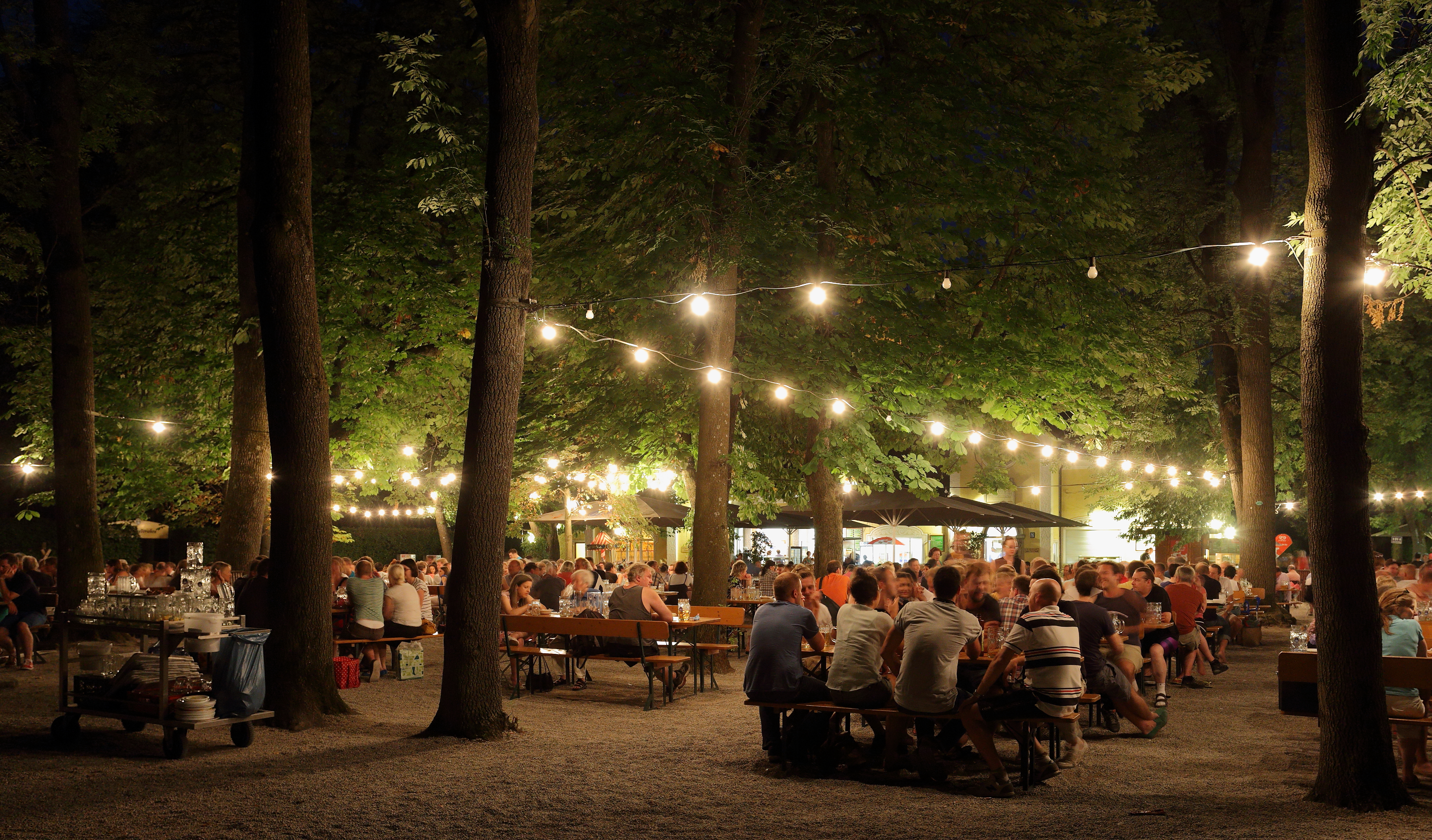
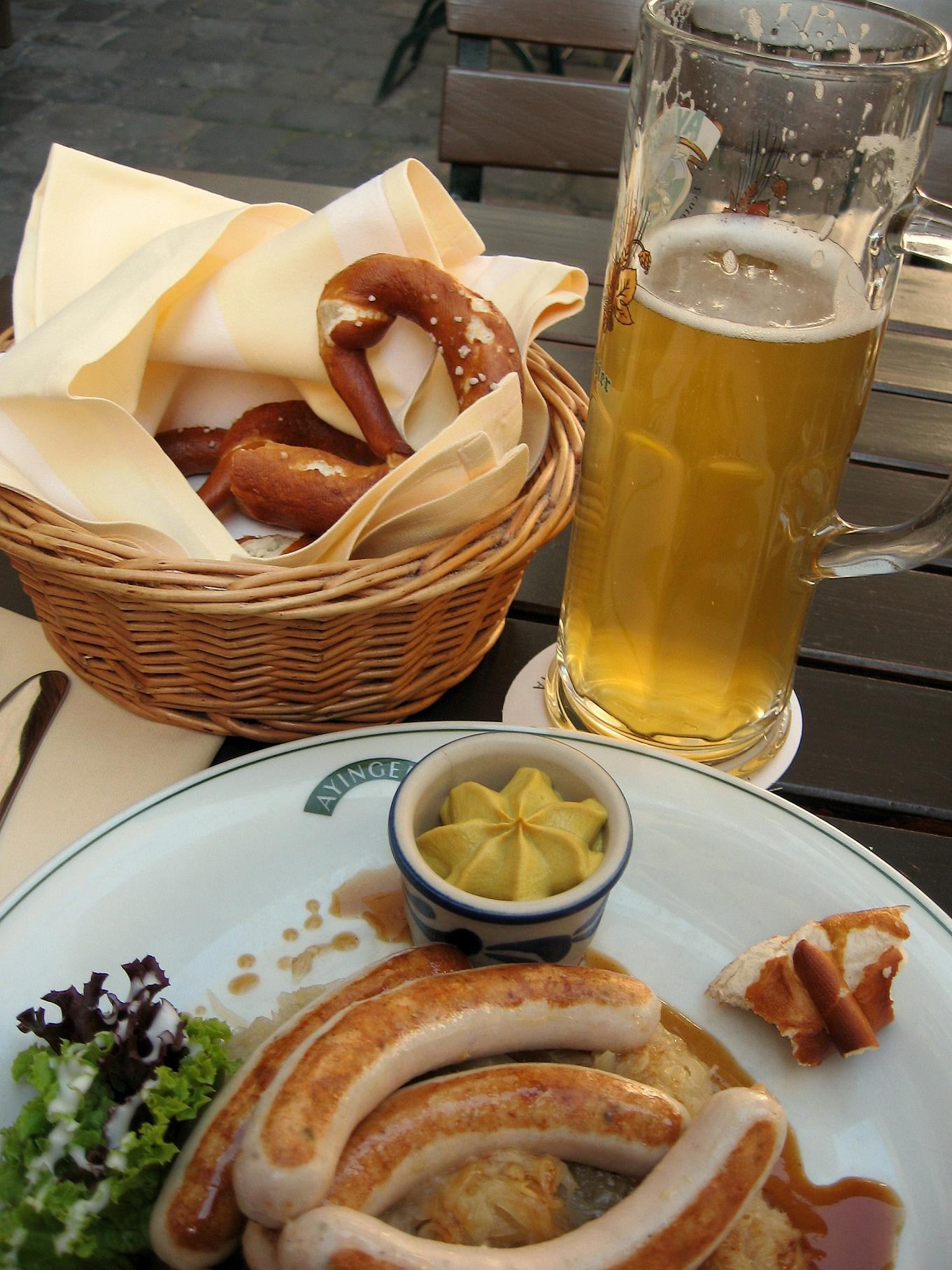

## Histoire

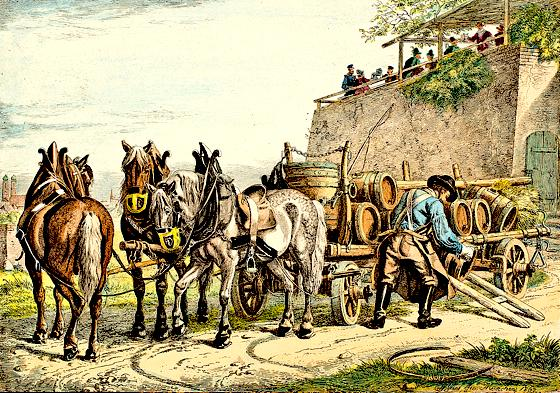
Biergarten en terrasse de Munich en Bavière. Déchargeant la bière d'été devant la cave, de Johann Adam Klein (1862).

Le Biergarten est une invention typiquement munichoise même si la capitale bavaroise n'en revendique plus l'exclusivité aujourd'hui. Ils sont populaires en Allemagne, en Autriche et dans d'autres régions d'Europe germanique et d'Europe centrale, et ils sont souvent associés à de la nourriture traditionnelle de cuisine bavaroise ou de cuisine allemande, telle que des saucisses, du bretzel et d'autres plats simples et rustiques. Ces lieux offrent souvent une atmosphère décontractée, conviviale et festive, où les gens peuvent socialiser en buvant de la bière en plein air.

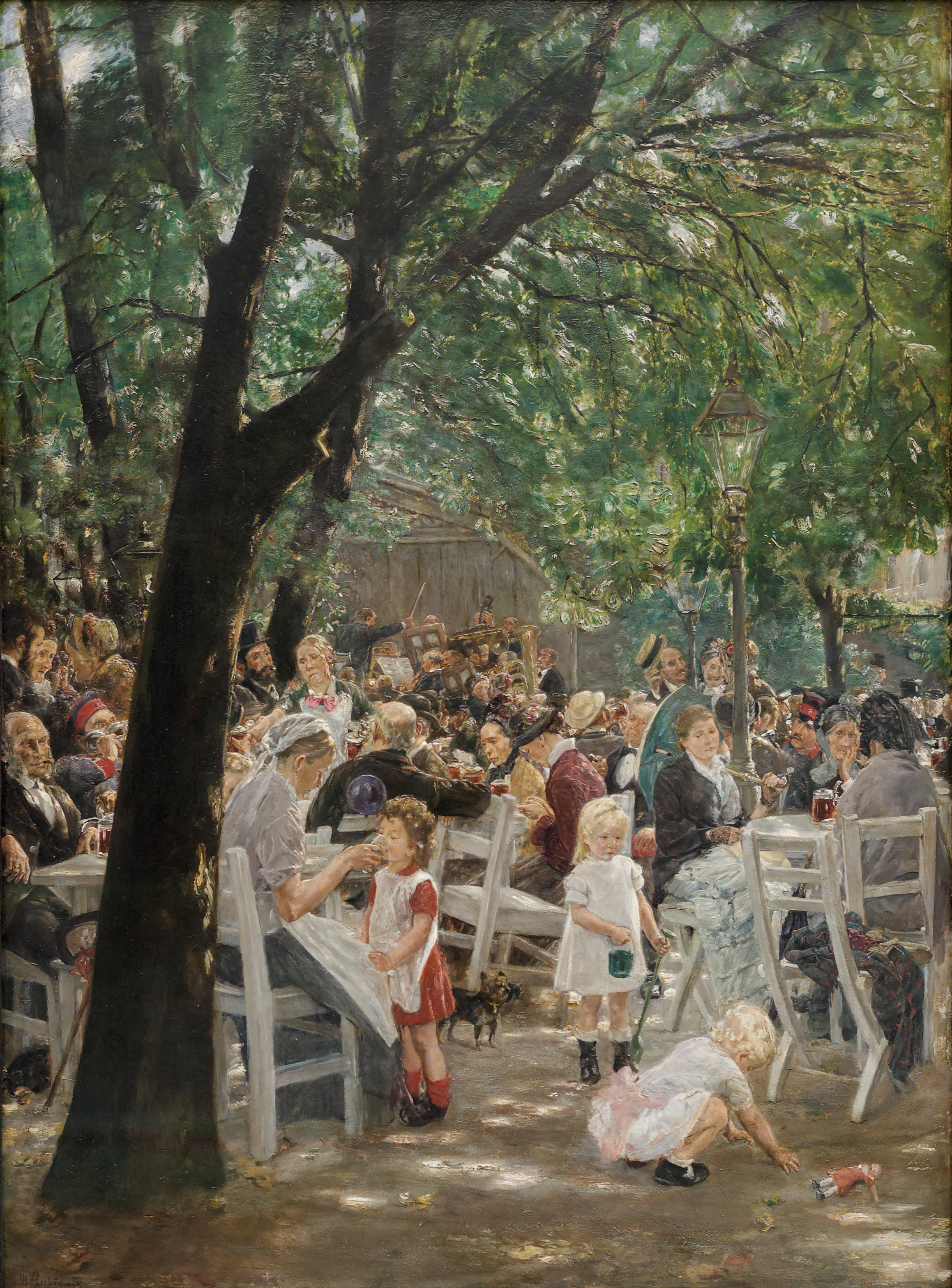
Biergarten à Munich, Max Liebermann (1884).

Au XIXe siècle, la bière (brune) de type lager était déjà prédominante. Selon un décret du roi Louis Ier de Bavière, elle devait être brassée pendant les mois froids, car la fermentation basse doit avoir lieu à des températures entre quatre et huit degrés Celsius. Pour pouvoir conserver et servir la bière toute l'année, avant la réfrigération artificielle, les brasseurs munichois avaient creusé des caves dans les coteaux de l'Isar, où étaient stockés les fûts avec de la glace. Des marronniers étaient aussi plantés pour protéger le sol du soleil, et le dessus des caves recouvert de gravier (histoire de la bière allemande).

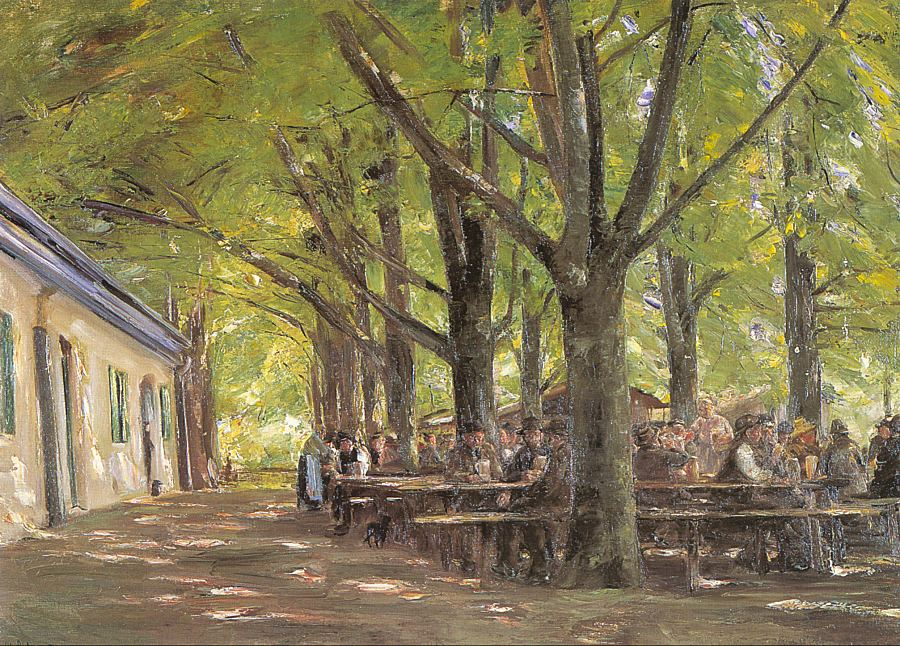
Jardin de brasserie à Brannenburg, Max Liebermann (1893).

Les clients qui venaient acheter de la bière prirent l'habitude d'en consommer sur place, transformant le lieu en une forme de débit de boisson. Par règlement sur les brasseries en plein air de 1812 (de) du roi Maximilien Ier de Bavière, les propriétaires n'eurent pas le droit de vendre d'autres choses que de la bière et du pain (des bretzels) pour ne pas concurrencer les restaurants. De là vient la tradition toujours bien vivante d'apporter son casse-croûte au Biergarten.
Ce droit d'apporter sa propre nourriture est toujours garanti par le règlement des Biergärten de Bavière (Bayerischen Biergartenverordnung) du 20 avril 1999.
Avec le temps, certains d'entre eux servent également quelques plats de cuisine bavaroise ou cuisine allemande : Obatzda, poulets (Hendl), saucisses (Bratwurst), fromages, Leberkäse, poissons grillés (Steckerlfisch), jarrets de porc (Schweinshaxn), choucroute, frites, salade de pommes de terre, et bien sûr les emblématiques bretzels, parfois géants qui, à eux seuls, peuvent presque constituer un repas.

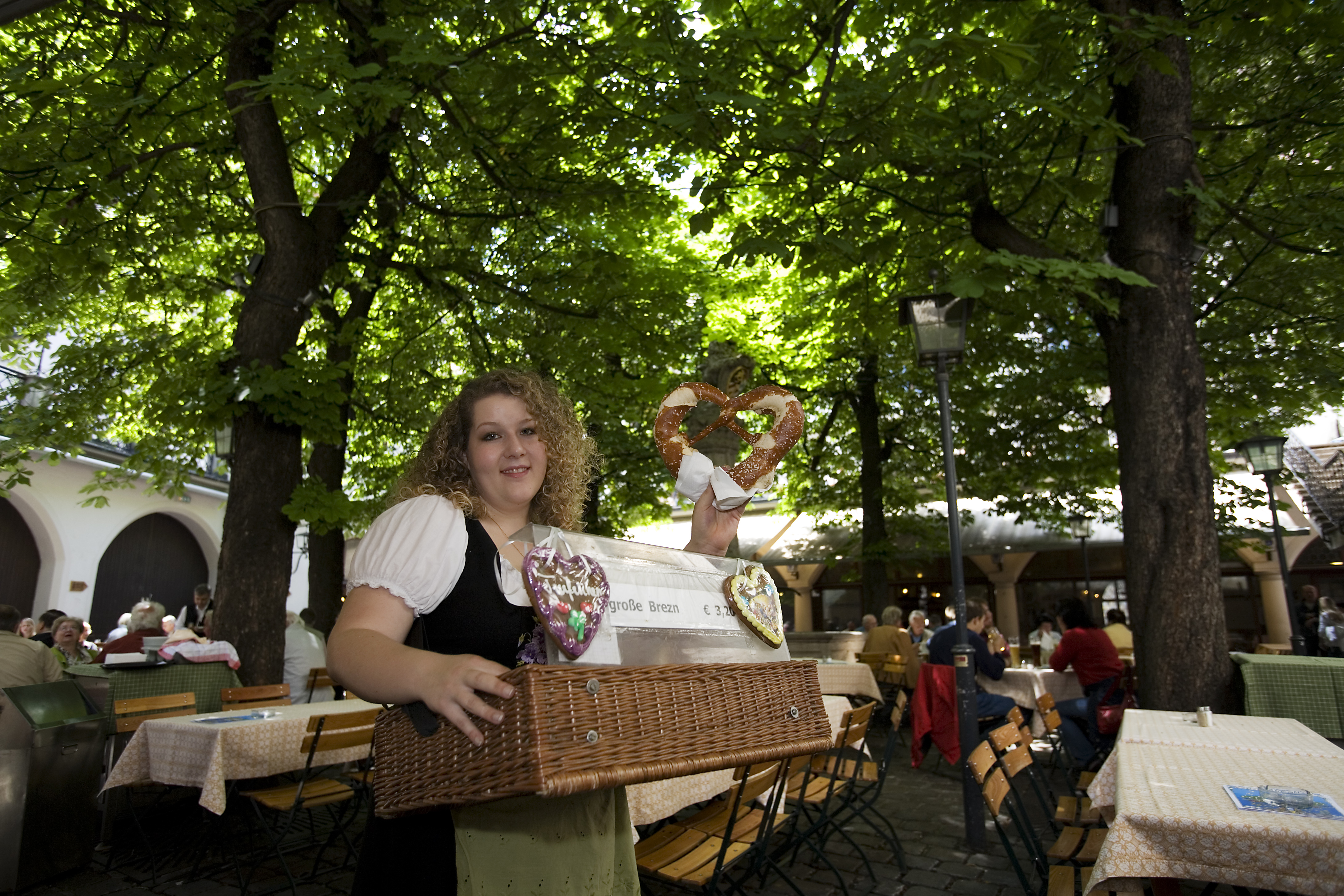
Vendeuse de bretzels du Hofbräuhaus am Platzl de Munich
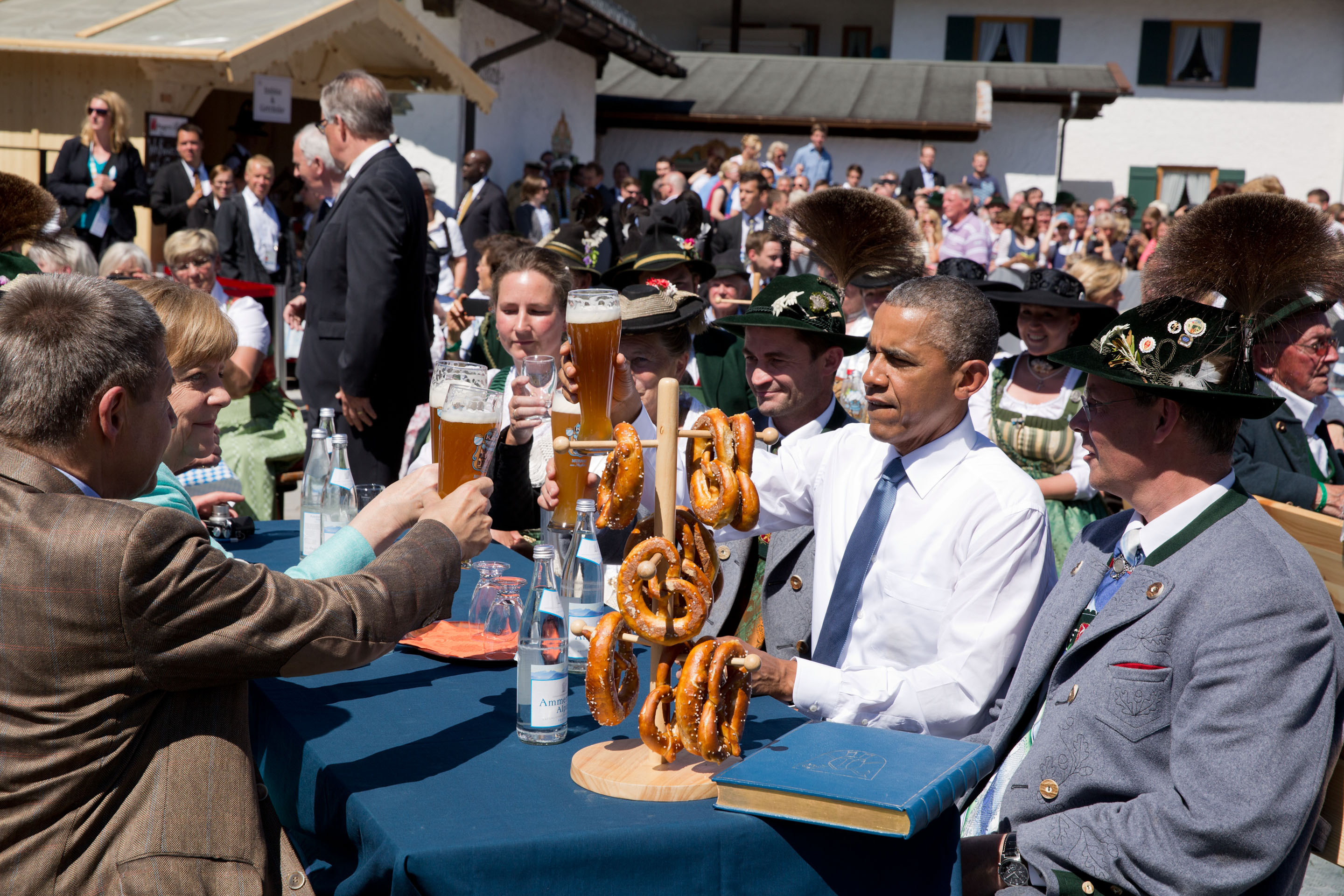
Dégustateurs du G7 de 2015 de Krün, en Bavière.
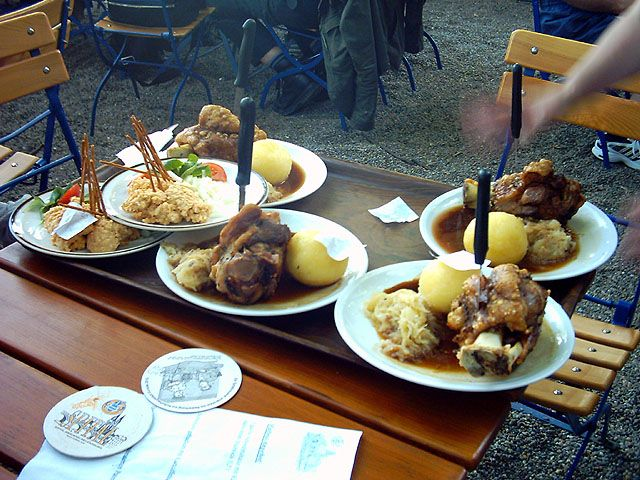
Schweinshaxn et Obatzda, spécialité de Biergarten.
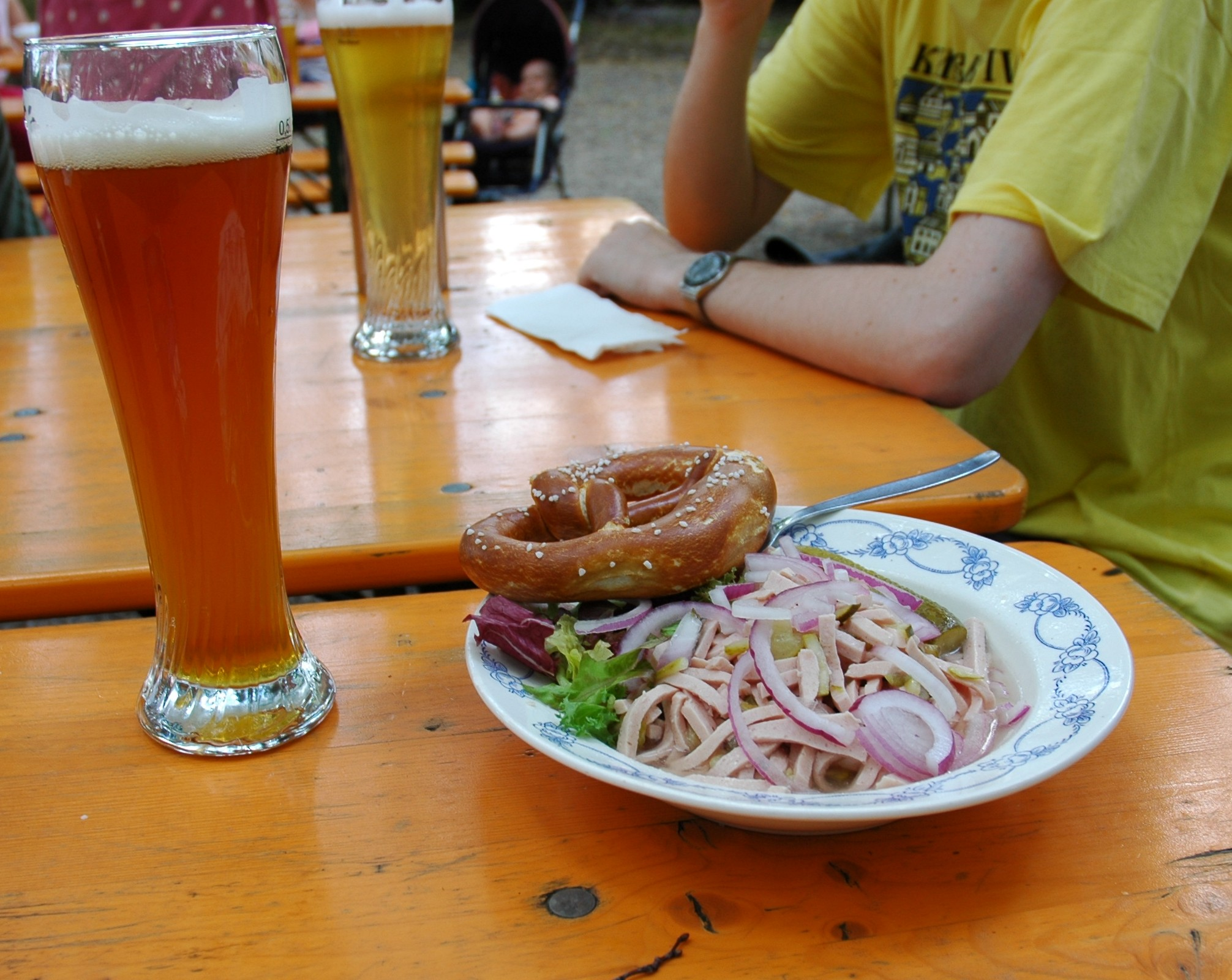
Bière allemande, salade, et bretzel
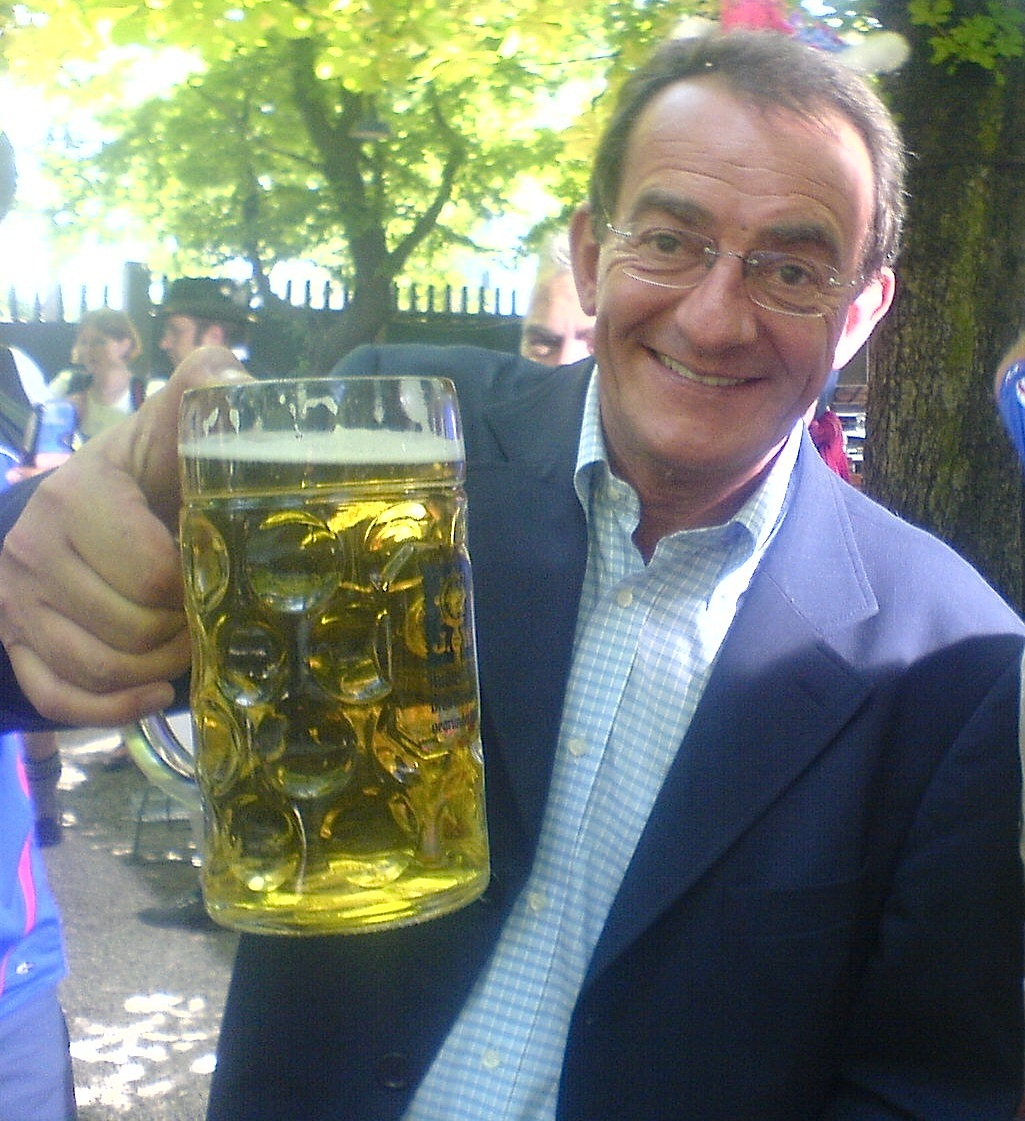
Jean-Pierre Pernaut au Hofbräuhaus am Platzl en 2006

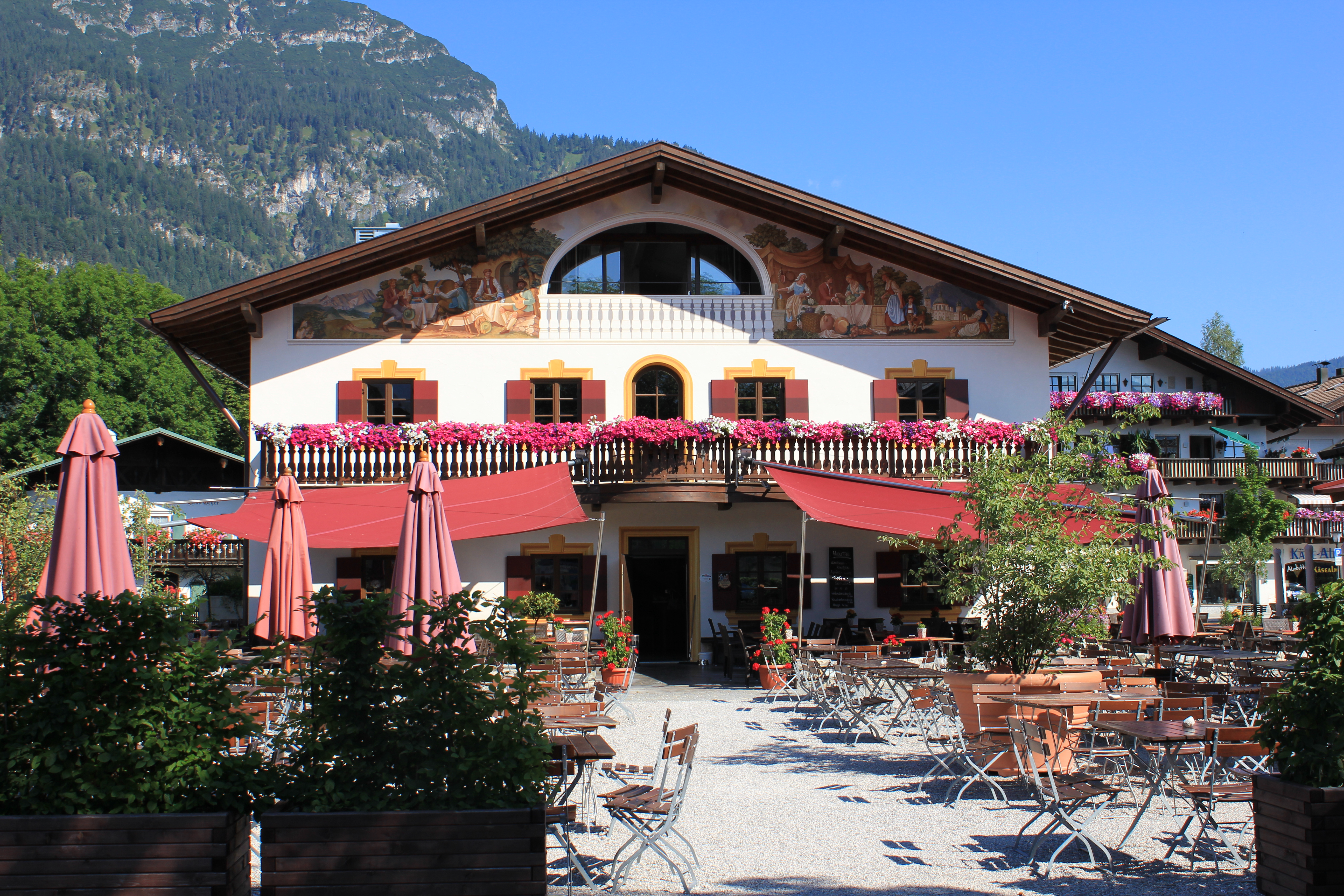
Biergarten de Garmisch-Partenkirchen en Haute-Bavière.

Véritable institution en Bavière, le Biergarten est planté de marronniers et comprend généralement deux parties : l'une où les tables (généralement longues pour 8 à 10 personnes, avec bancs en une seule pièce) sont couvertes d'une nappe et où l'on doit commander mets et boissons, et une autre aux tables nues où les consommateurs viennent s'installer avec leurs paniers remplis de denrées (légumes tels que radis noir découpé en spirale et charcuterie et fromages allemands traditionnels) et surtout une nappe à carreaux blancs et bleus, couleurs du blason de la Bavière.

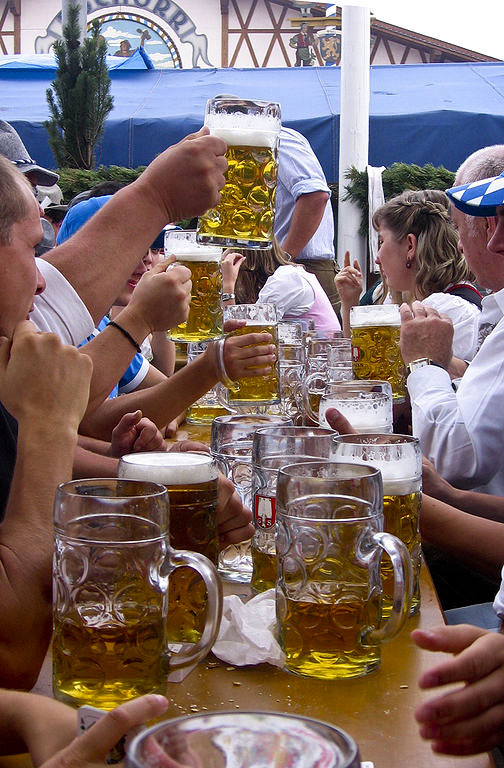
Quelques Maßs de bière allemande.

Les serveurs et consommateurs sont parfois habillés en vêtements traditionnels bavarois ou allemand (dirndl, lederhose, chapeau tyrolien). Et les Biergarten sont traditionnellement animés par des orchestres de musique festive de jazz (dixieland, Beer Barrel Polka...) ou de volkstümliche Musik allemande traditionnelle typique, comme à la fête de la bière de Munich (Oktoberfest).

## Biergärtencélèbres d'Allemagne

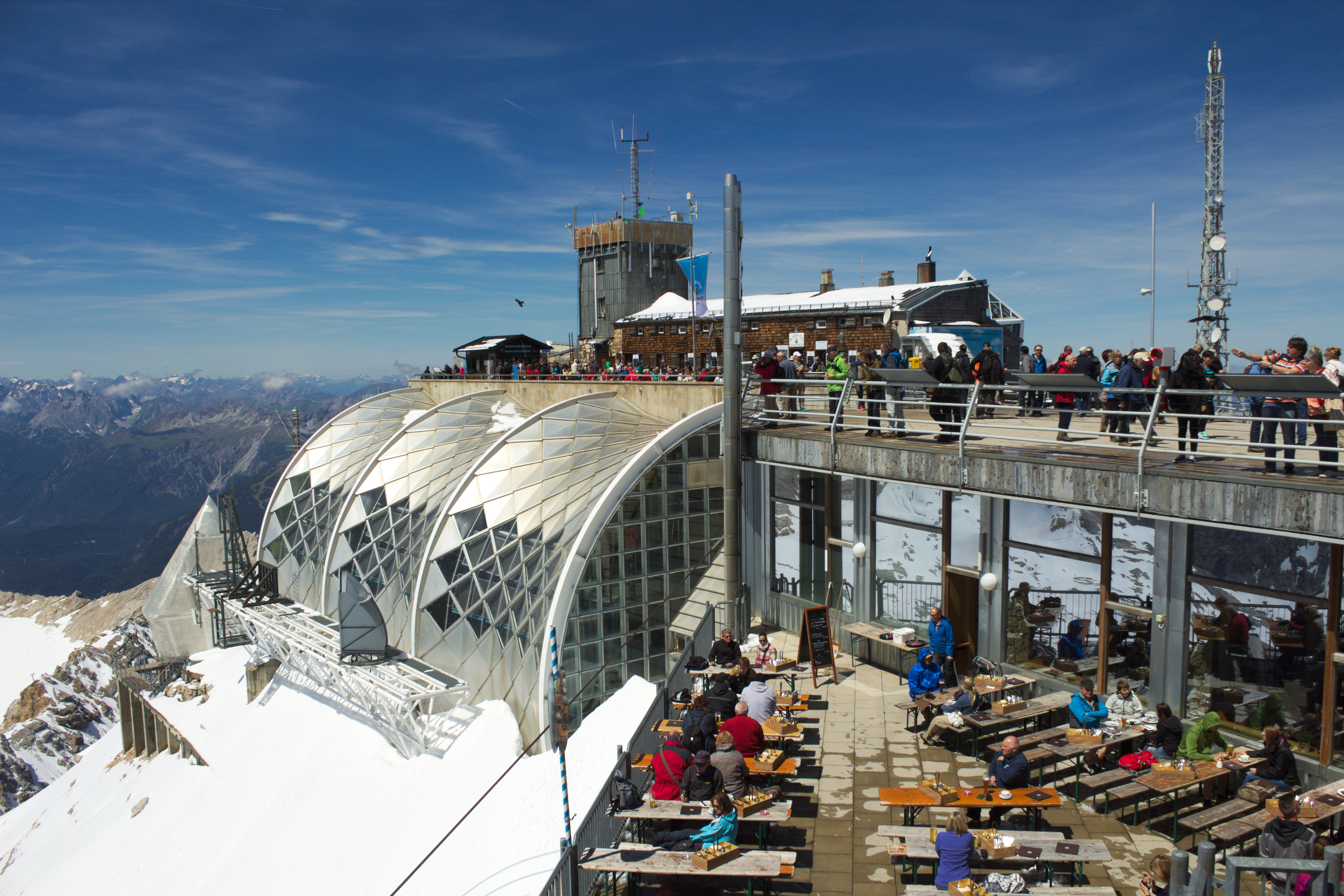
Biergärten du refuge de montagne Münchner Haus du sommet Zugspitze des Alpes bavaroises, à 2959 m d'altitude.

Il y a de nombreux Biergärten à Munich (liste de Biergarten de Munich (de)). Le Königlicher-Hirschgarten (« Jardin des cerfs ») est le plus grand Biergarten traditionnel du monde, à Munich, avec plus de 8000 places assises. La tour chinoise de Munich du Englischer Garten (Jardin anglais) est le plus connu des touristes, et le deuxième plus grand du monde. Au centre de la ville, celui du Viktualienmarkt est très fréquenté. Le Paulaner am Nockherberg est célèbre par une publicité télévisée connue à l'échelle nationale. Le plus élevé des Biergärten du monde se situe au refuge de montagne Münchner Haus du sommet Zugspitze des Alpes bavaroises, à 2 959 m d'altitude. Le Prater de Berlin de 1837, est le plus ancien et le plus connu de la capitale. De nombreuses fêtes de la bière allemande (dont la célèbre Oktoberfest d'octobre) ont lieu dans des Biergarten (ou sous des tentes de l'Oktoberfest). Le village viticole de Stuttgart reprend (par exemple) le concept avec des vins allemands du Bade-Wurtemberg, où une importante partie des rues du centre historique de Stuttgart sont transformées en winstub géante festive de plein air.

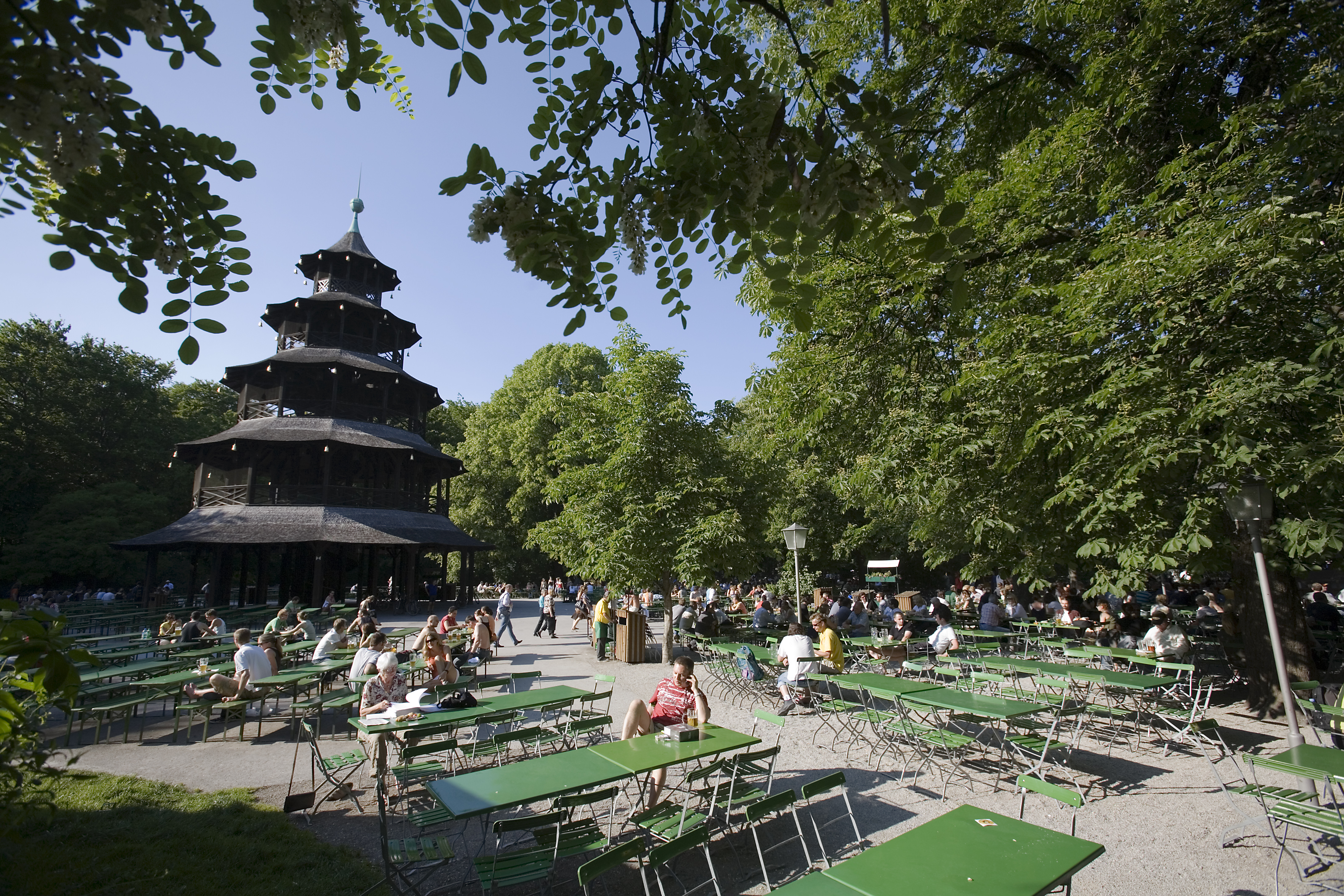
Tour chinoise de Munich du Englischer Garten
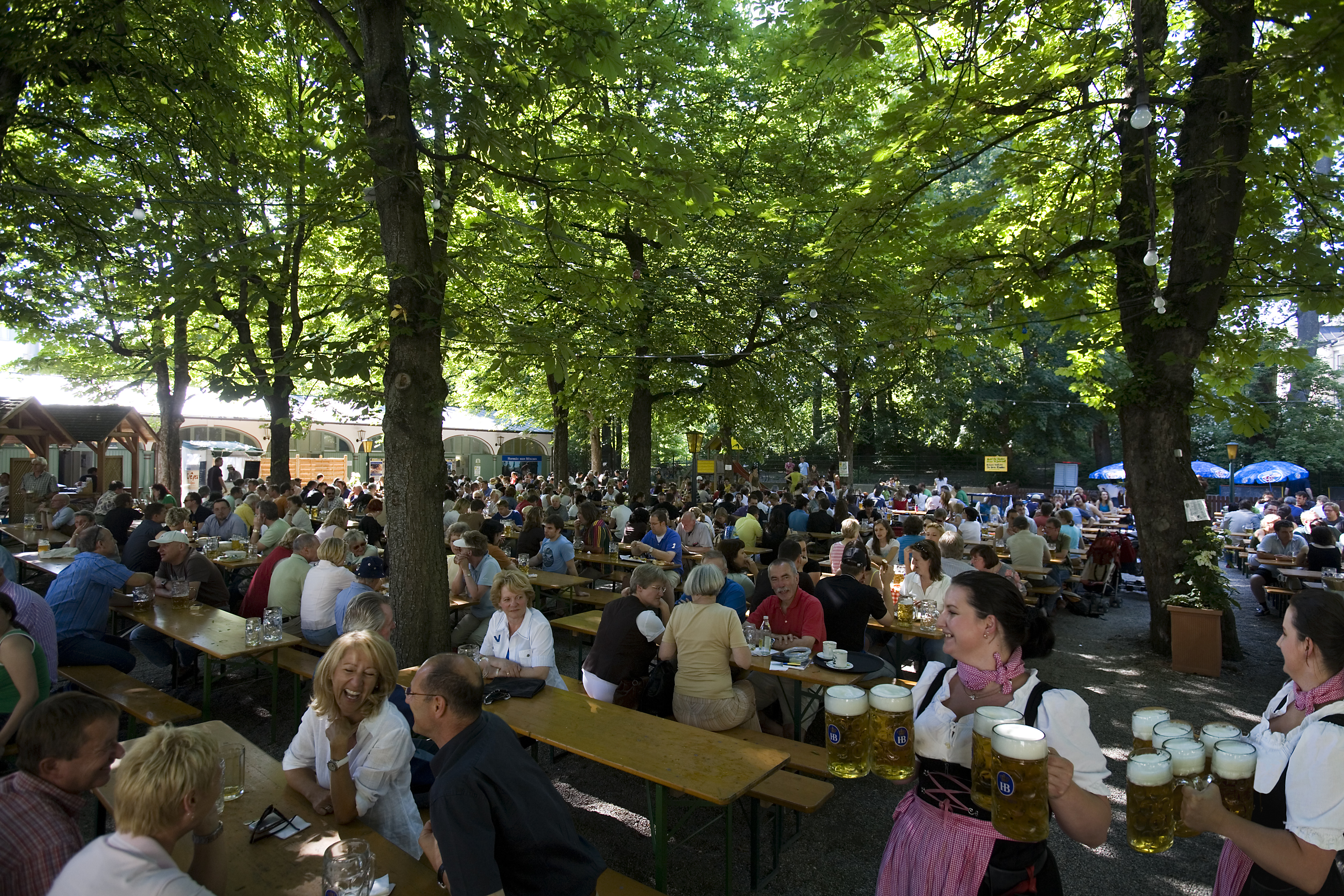
Hofbräukeller (en) de Munich
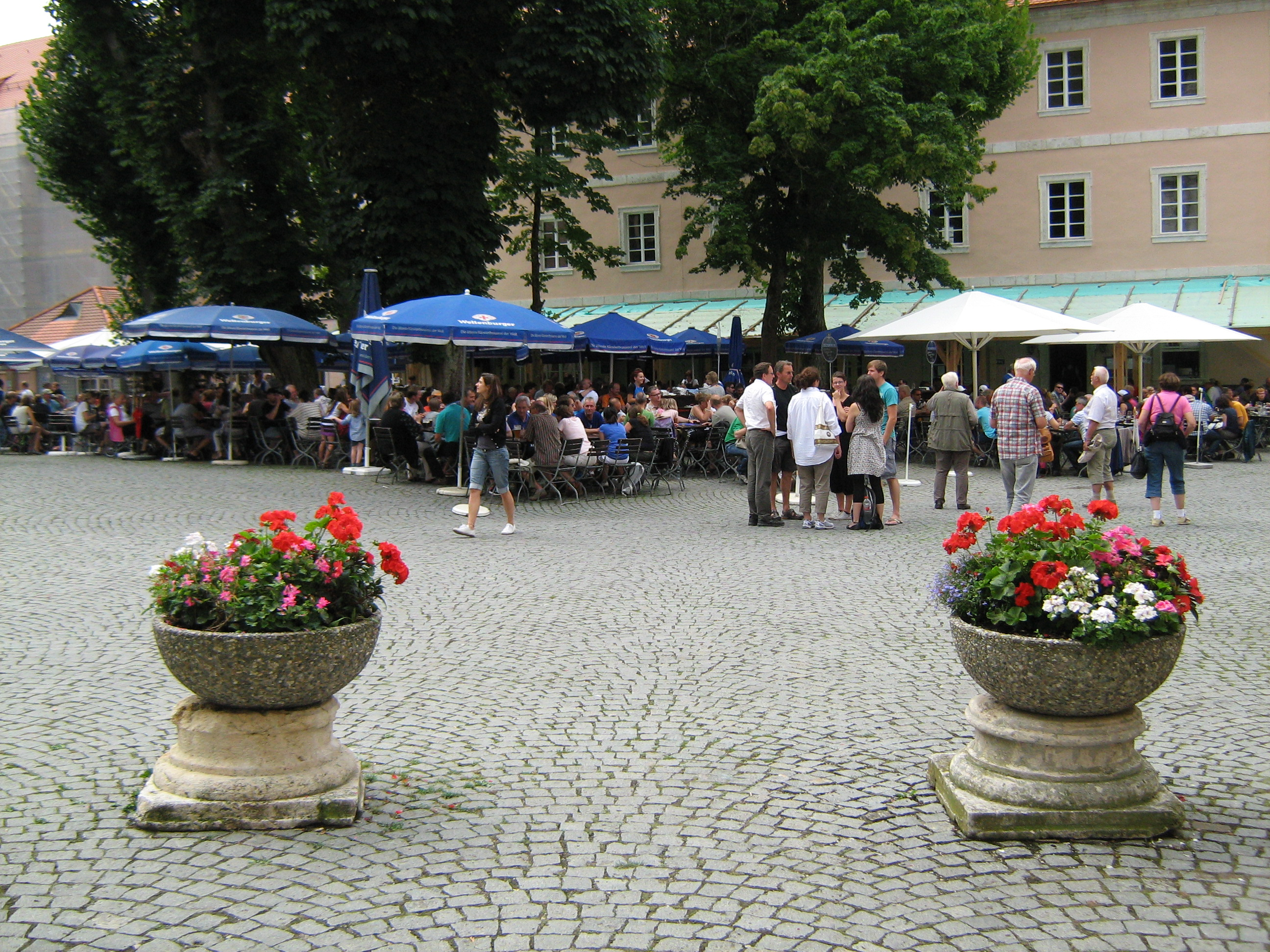
Abbaye de Weltenbourg
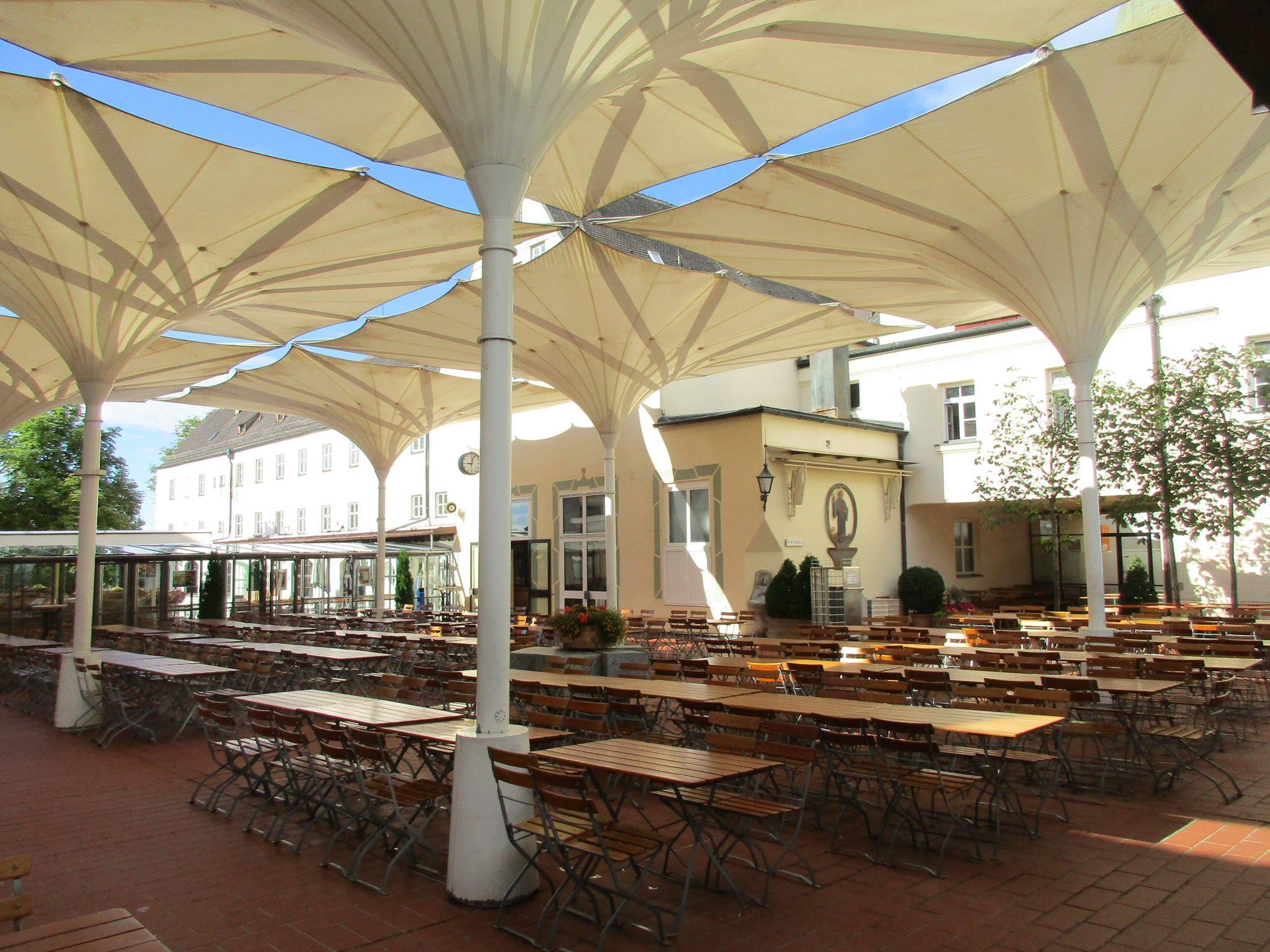
Biergarten de brasserie de l'abbaye d'Andechs
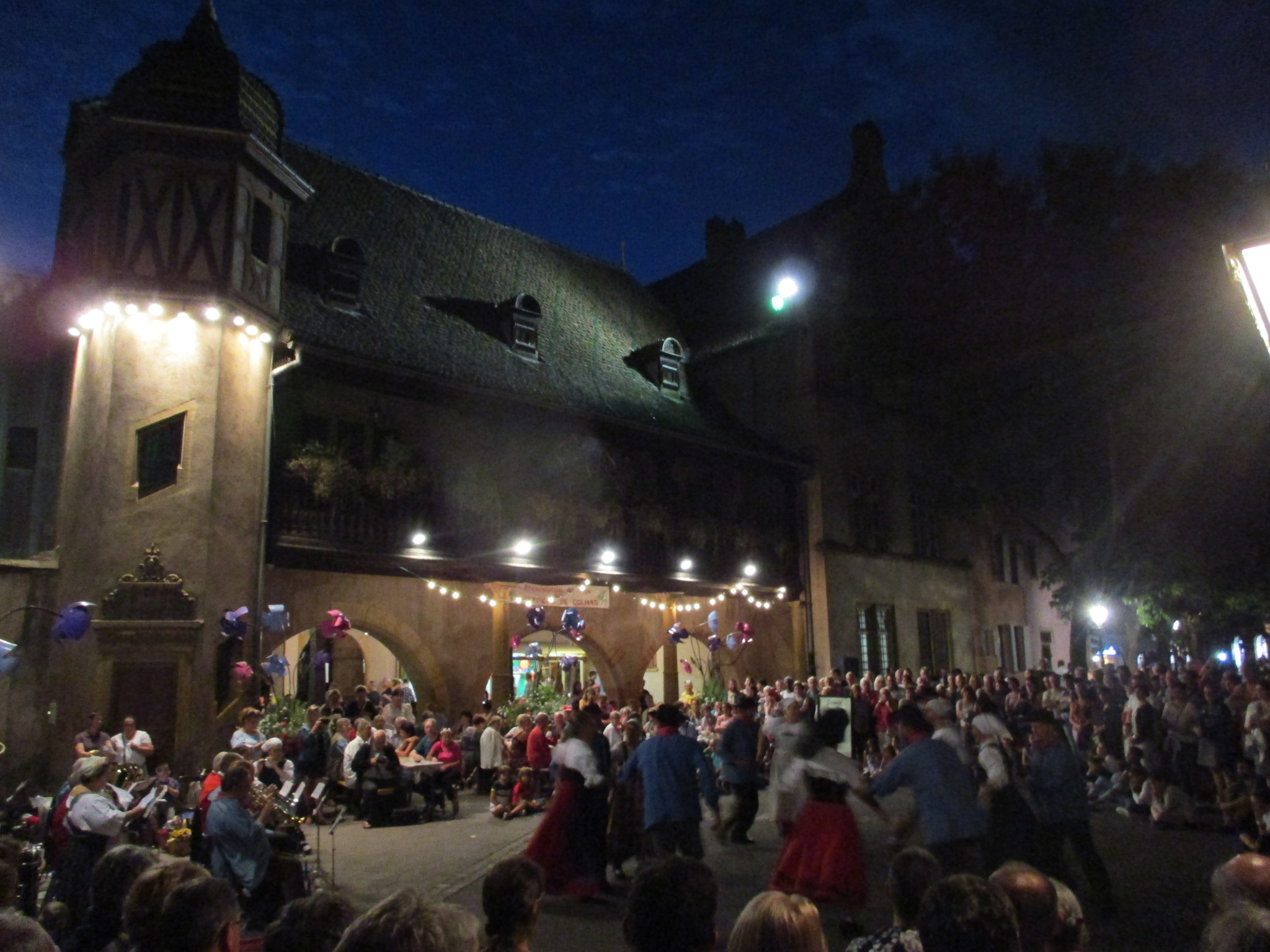
Biergarten du Koïfhus de Colmar en Alsace

Certains Biergärten monastiques-trappistes historiques et emblématiques sont gérés par des monastères, comme ceux des abbaye d'Andechs ou abbaye de Weltenbourg, en Bavière.